# Power Up
Power Up (às vezes abreviado para PWR / UP e estilizado como PWRϟUP ) é o décimo sétimo álbum de estúdio da banda de rock australiana AC / DC, lançado no dia 13 de novembro de 2020 pela Columbia Records e Sony Music Australia. É o décimo sexto álbum de estúdio lançado internacionalmente e o décimo sétimo a ser lançado na Austrália. Power Up marca o retorno do vocalista Brian Johnson, do baterista Phil Rudd e do baixista Cliff Williams, que haviam saído durante a turnê do  álbum Rock or Bust (2014). Este também é o primeiro álbum da banda desde a morte do cofundador e guitarrista rítmico Malcolm Young em 2017 e serve como uma homenagem a ele, segundo seu irmão Angus. O álbum foi geralmente bem recebido pelos críticos musicais e alcançou o primeiro lugar em 21 países.

## Histórico e registro
Após o álbum Rock or Bust de 2014, o grupo embarcou em uma turnê mundial de dezessete meses. Antes da turnê, o baterista Phil Rudd foi acusado de tentativa de assassinato, ameaça de morte, porte de metanfetamina e posse de maconha. Para a turnê, Rudd foi substituído por Chris Slade, que também havia tocado com o AC/DC no álbum de 1990 The Razors Edge, vários anos depois que Rudd deixou a banda. Em 2016, o vocalista Brian Johnson começou a sofrer perda de audição, fazendo com que as dez datas finais da turnê Rock or Bust fossem remarcadas. No final das contas, ele foi substituído pelo vocalista do Guns N 'Roses, Axl Rose, para as datas restantes. Em 8 de julho de 2016, o baixista Cliff Williams anunciou que se aposentaria da banda assim que a turnê terminasse, citando problemas de saúde como motivos para se aposentar e chamando o AC/DC de um "animal transformado".
Em 2018, começaram a circular rumores de que o AC / DC estava trabalhando em seu décimo sétimo álbum de estúdio, com Johnson, Rudd e Williams retornando ao grupo. Johnson, Rudd, Angus Young e Stevie Young foram fotografados em agosto de 2018 no Warehouse Studio, um estúdio de gravação em Vancouver, British Columbia, Canadá, de propriedade do colega músico Bryan Adams, sugerindo que a banda estava trabalhando onde havia gravado seus três álbuns anteriores. Os rumores foram posteriormente confirmados como verdade, com o álbum sendo gravado lá ao longo de um período de seis semanas em agosto e setembro de 2018 com o produtor Brendan O'Brien, que também trabalhou em Black Ice de 2008 e Rock or Bust de 2014, com alguns ajustes que ocorreram no início de 2019. Cada faixa é creditada a Angus e Malcolm Young.

## Divulgação e lançamento
Depois de uma série de provocações no site da banda, o título do álbum foi revelado como Power Up no dia 7 de outubro de 2020.
Também após uma série de teasers nos dias anteriores, o áudio da música para o primeiro single da banda, "Shot in the Dark", foi lançado no mesmo dia. Um videoclipe para a música foi lançado em 26 de outubro de 2020. A canção liderou a parada de canções de rock da Billboard Mainstream por duas semanas, começando em novembro de 2020. Um clipe curto (53 segundos) de uma segunda música, "Demon Fire", foi lançado antes do lançamento do álbum no dia 30 de outubro de 2020 também e foi lançado novamente em 8 de dezembro de 2020, um dia antes do lançamento da estréia mundial da música completa.
O áudio da música para o segundo single do álbum, "Realize", foi lançado em 11 de novembro de 2020.
O álbum foi lançado no dia 13 de novembro de 2020.
Em 7 de dezembro de 2020, foi anunciado que o videoclipe de "Demon Fire" teria sua estreia mundial no dia 9 de dezembro de 2020 como o terceiro single do álbum.
Um videoclipe para a música "Realize" foi lançado via YouTube em 13 de janeiro de 2021.

## Lista de músicas
Todas as faixas foram escritas por Angus Young e Malcolm Young.
Lado um
| N.º | Título                      | Duração |  |
| 1.  | "Realize"                   | 3:37    |  |
| 2.  | "Rejection"                 | 4:06    |  |
| 3.  | "Shot in the Dark"          | 3:06    |  |
| 4.  | "Through the Mists of Time" | 3:32    |  |
| 5.  | "Kick You When You're Down" | 3:10    |  |
| 6.  | "Witch's Spell"             | 3:42    |  |

Lado dois
| N.º            | Título            | Duração |  |
| 7.             | "Demon Fire"      | 3:30    |  |
| 8.             | "Wild Reputation" | 2:54    |  |
| 9.             | "No Man's Land"   | 3:39    |  |
| 10.            | "Systems Down"    | 3:12    |  |
| 11.            | "Money Shot"      | 3:05    |  |
| 12.            | "Code Red"        | 3:31    |  |
| Duração total: | Duração total:    | 41:03   |  |

## Créditos
AC/DC
- Angus Young - guitarra solo
- Brian Johnson - vocais principais
- Phil Rudd - bateria
- Cliff Williams - baixo, vocais de apoio
- Stevie Young - guitarra base, vocais de apoio

Pessoal adicional
- Mike Fraser - engenharia, mixagem
- Brendan O'Brien - produção, mixagem
- Ryan Smith - masterização
- Billy Bowers - engenharia adicional
- Zach Blackstone - assistente de engenharia
- Dominick Civiero - assistente de engenharia
- Richard Jones - técnico de equipamentos
- Trace Foster - técnico de equipamentos
- Simon Murton - técnico de equipamentos
- Josh Cheuse - direção criativa e fotografia, direção de arte e design
- Michelle Holme - direção de arte e design
- Ben IB - arte da capa